# R2 signalling
En télécommunications, R2 est une solution de signalisation téléphonique des années 1960-70  en dehors de l'Amérique du Nord. Cette solution est une solution de signalisation associée au canal ((en) CAS channel associated signalling). R2 était utilisé pour établir un appel entre deux commutateurs téléphoniques ou entre un abonné et un commutateur téléphonique.
R2 est le nom donné à deux groupes de protocoles : R2 line signalling et R2 register signalling.

## Line signalling
R2 line signalling (signalisation de ligne R2) est une famille de protocoles qui contrôle l'acquisition et la libération de ressources liées à la tentative d'établissement d'un appel et si l'appel aboutit, l'établissement de l'appel. Dans les années 1960, la signalisation était transmise par des pulsations électriques analogiques sur une paire ou deux paires torsadées. À partir de la fin des années 1970, les informations sont envoyées sur un canal dédié, normalement le canal 16, sur un lien E1.